# Mutual Film
Mutual Film Corporation was een Amerikaans conglomeraat van filmstudios dat opgericht werd in 1912 en enkele van Charlie Chaplins beste komedies produceerde. Mutual werd overgenomen door Film Booking Offices of America, dat in 1928 evolueerde tot RKO Pictures.

## Geschiedenis
Het bedrijf werd in het voorjaar van 1912 opgericht door filmproducenten Harry E. Aitken en John R. Freuler, met financiële steun van bankier Crawford Livingston. Als producent en distributeur van films had Mutual ook talloze dochterondernemingen waaronder Keystone Studios, vooral bekend van zijn komedies. 
In 1916 werd Charlie Chaplin de best betaalde entertainer ter wereld toen hij een contract tekende met Mutual voor een salaris van $ 670.000 per jaar. Mutual bouwde Chaplin zijn eigen studio en gaf hem volledige vrijheid om twaalf films te maken over een periode van twaalf maanden. Chaplin noemde dit later de meest inventieve en bevrijdende periode van zijn carrière. Hij draaide er een aantal van zijn beste komedies, hoewel hij vond dat de strakke productieschema's van Mutual ertoe leidden dat de films steeds meer op bandwerk begonnen te lijken. Als gevolg daarvan stapte hij over naar First National Pictures dat hem flexibelere productieschema's bood, zodat hij zich kon concentreren op het maken van betere films. Chaplin richtte vervolgens in 1919 United Artists op samen met Mary Pickford, D.W. Griffith en Douglas Fairbanks.
In 1918 stopte de Mutual Film Corporation met het produceren van films en werd net als veel andere filmbedrijven uit die periode overgenomen door een groter bedrijf, in dit geval de Film Booking Offices of America (FBO).
Met uitzondering van de Chaplin-films zijn de meeste kortfilms en speelfilms van Mutual verloren gegaan.

## Galerij
- A Little Hero (1913), een kortfilm met Mabel Normand (Nederlandse tussentitels)
- The Count (1916), een film van en met Charlie Chaplin

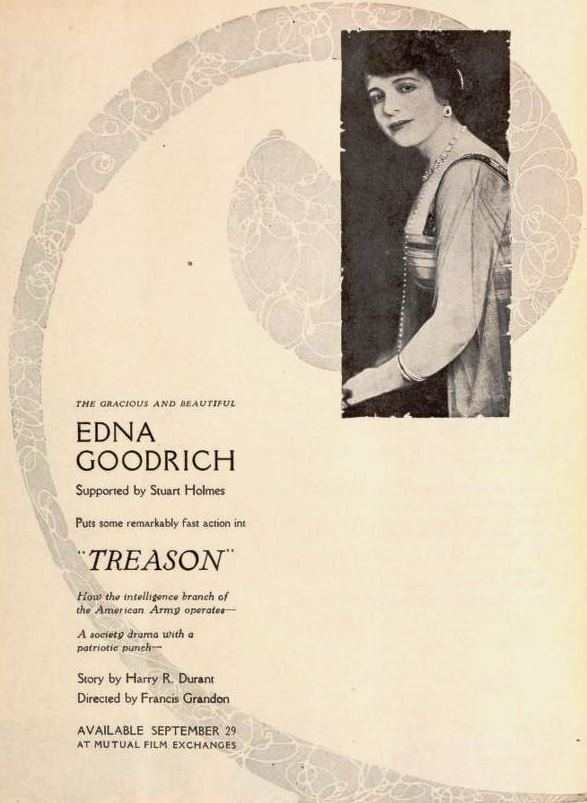
Treason (1918), de laatste film die door Mutual uitgebracht werd